# Серафидис, Стелиос
Стелиос Серафидис (6 августа 1935 — 4 января 2022) — греческий футболист, игравший на позиции вратаря. Всю карьеру провёл в составе афинского АЕКа. Серафидис был одним из самых надёжных и стабильных вратарей в истории клуба. Одарённый ловкостью и хорошей реакцией, он был известен своими сейвами в тяжёлых ситуациях. Несмотря на невысокий рост, ему удалось стать одним из лучших греческих вратарей своего времени.

## Ранние годы
Серафидис родился 6 августа 1935 года в Афинах, район Гази, в семье беженцев из Понта. Он вырос в Эгалео, у него было трудное детство, припавшее на время Второй мировой войны. Прежде чем заняться футбол, он выполнял различные мелкие работы, чтобы зарабатывать на жизнь. Он работал водоносом, пекарем, носильщиком, чистильщиком обуви и уличным торговцем. Его старший брат Лампис, который играл за «Аполлон Смирнис», привёл в молодёжную команду 14-летнего Стелиоса. Он пробыл там очень недолго, а затем, в возрасте 16 лет, перешёл в АЕК.

## Карьера игрока
После двух лет в резервной команде и года в дубле АЕКа в 1954 году Серафидис стал основным вратарём первой команды почти на 20 лет, сыграв 323 матча во всех соревнованиях (из которых 243 в чемпионате Греции). С командой трижды становился чемпионом Греции и столько же раз завоёвывал кубок. Он был основным вратарём АЕКа в финале Балканского кубка 1967 года, где АЕК по итогам переигровки уступил «Фенербахче». Он завершил карьеру в возрасте 37 лет.
Серафидис регулярно вызывался в национальную сборную Греции, хотя сыграл только один раз в официальном матче против Польши 22 мая 1963 года. Больше он не появлялся на поле, оставаясь дублёром Савваса Теодоридиса и Панайотиса Икономопулоса.

## Дальнейшая жизнь
После ухода со спорта Серафидис работал в АЕКе тренером вратарей и оставался на этой должности более двух десятилетий. В 2012—2013 годах он также тренировал вратарей в академии АЕКа.
Даже после 80 лет Серафидис регулярно посещал как домашние, так и выездные матчи своего клуба. Он был президентом ассоциации ветеранов АЕКа. Его имя выгравировано на одной из четырёх опор нового стадиона клуба «Айя-София», наряду с другими важными личностями в истории клуба, такими как Костас Несторидис, Мимис Папаиоанну и Томас Маврос. Кроме того, тренировочная база АЕКа в Афинах в его честь получила название «Серафидион».
Он умер после долгой борьбы с раком 4 января 2022 года в возрасте 86 лет.